# Парламентські вибори в Таджикистані (2025)
Парла́ментські ви́бори в Таджикиста́ні 2025 року — вибори до парламенту Таджикистану у березні 2025 року, у першому турі яких 2 березня обирали депутатів до нижньої палати (Збори представників), а в другому турі 28 березня оберуть парламентарів до верхньої палати (Національні збори).

## Виборча система
63 депутати Зборів представників обираються двома способами: 41 депутата обирають в одномандатних округах за системою у два тури, а 22 місця виборюють за пропорційною системою в єдиному загальнонаціональному виборчому окрузі з виборчим порогом 5%. Виборці голосують один раз за кандидата у своєму одномандатному окрузі, а загальна кількість голосів, здобутих у всіх округах, використовується для визначення пропорційних місць. Для того, щоб вибори були визнані дійсними, в кожному виборчому окрузі явка виборців має становити не менше 50%.
25 із 33 депутатів Національних зборів обирають на п'ятирічний строк непрямим шляхом районні та міські ради з п'ятьох адміністративних суб'єктів Таджикистану, причому кожна така одиниця представлена рівною кількістю депутатів. Інші вісім парламентарів призначає президент. 

## Результати

### Збори представників
| Партія                                       | Партія                           | Голосів   | %      | Місць          | Місць            | Місць   | Місць | Місць |
| Партія                                       | Партія                           | Голосів   | %      | Виборчі округи | Партійний список | Загалом | +/–   |       |
| -------------------------------------------- | -------------------------------- | --------- | ------ | -------------- | ---------------- | ------- | ----- | ----- |
|                                              | Народно-демократична партія      | 2 435 541 | 52.45  | 37             | 12               | 49      | +2    |       |
|                                              | Аграрна партія                   | 986 887   | 21.25  | 2              | 5                | 7       | 0     |       |
|                                              | Партія економічних реформ        | 595 281   | 12.82  | 2              | 3                | 5       | 0     |       |
|                                              | Соціалістична партія             | 248 064   | 5.34   | 0              | 1                | 1       | 0     |       |
|                                              | Демократична партія              | 237 536   | 5.11   | 0              | 1                | 1       | 0     |       |
|                                              | Комуністична партія Таджикистану | 89 738    | 1.93   | 0              | 0                | 0       | –2    |       |
| Проти всіх                                   | Проти всіх                       | 50 895    | 1.10   | –              | –                | –       | –     |       |
| Усього                                       | Усього                           | 4 643 942 | 100.00 | 41             | 22               | 63      | 0     |       |
|                                              |                                  |           |        |                |                  |         |       |       |
| Усього голосів                               | Усього голосів                   | 4 712 967 | –      |                |                  |         |       |       |
| Зареєстрованих виборців/явка                 | Зареєстрованих виборців/явка     | 5 522 038 | 85.35  |                |                  |         |       |       |
| Джерело: The Times of Central Asia, Interfax |                                  |           |        |                |                  |         |       |       |

## Оцінки
Росія, Китай та середньоазійські сусіди Таджикистану схвалили результати виборів, тоді як Організація з безпеки та співробітництва в Європі відмовилася надіслати спостерігачів через відсутність «формальних гарантій» того, що їм буде дозволено виконувати свою роботу. Таджицька виборча комісія також не видала акредитації ЗМІ, не пов'язаним з урядом Таджикистану, включаючи місцеве відділення Радіо Вільна Європа/Радіо Свобода та Азія-Плюс, посилаючись на адміністративні проблеми. Керівництво Євросоюзу визнало, що вибори не відповідали міжнародним стандартам.